# Русланов Борис Ахмедович
Борис Ахмедович Русланов (нар. 22 квітня 1937) — радянський футболіст, нападник та півзахисник.

## Життєпис
Футбольну кар'єру розпочав у 1956 році в столичному ФШМ. Наступного року прийняв запрошення київського «Динамо», у футболці якого дебютував 5 вересня 1957 року в програному (1:5) виїзному поєдинку 15-о туру Класу «А» проти московського «Торпедо». Борис вийшов на поле в стартовому складі та відіграв увесь матч. За неповних три сезони, проведених у київському клубі, в еліті радянського футболу зіграв 9 матчів та відзначився 1 автоголом, ще 3 матчі (1 гол) відіграв за «Динамо» в першості дублерів.
По ходу сезону 1959 року перейшов до ужгородського «Спартака». У складі клубу з Закарпаття зіграв 6 матчів у Класі «Б», відзначився 1 голом. Надалі виступав у колективах Класу «Б». Наступний сезон розпочав у рівненському «Колгоспнику» (5 матчів), а завершував вже в складі кадіївського «Шахтаря». Сезон 1961 року провів у складі «гірників», проте на футбольне поле виходив дуже рідко. Загалом же у складі «Шахтаря» зіграв 18 матчів та відзначився 3-а голами. У 1962 році підсилив тернопільський «Авангард». У команді провів три сезони, був гравцем основної обойми. По завершенні сезону 1964 року завершив футбольну кар'єру.